# Isaac Salvatierra i Pujol
Isaac Salvatierra i Pujol (Tiana, 1 de juny de 1977) és un periodista català especialitzat en internet i les Tecnologies de la Informació i la Comunicació (TIC) i professor de comunicació de la Universitat de Barcelona. Ha desenvolupat la seva carrera professional a la ràdio i la premsa en català. Ha estat cap d'Informatius de RAC 1 i RAC 105 i cap de l'edició digital del diari ARA, on va impulsar el departament d'interactius, i l'espai de periodisme de dades, Ara Data. El 2017 va publicar amb Miquel Bernis i Marc Funollet la primera notícia escrita per un robot en català. Va ser cap de premsa d'ERC des del 2017. Des de l'abril de 2022 és alcalde de Tiana per l'agrupació d'electors Junts per Tiana.